# 布傑拉日 (杜布諾區)
50°21′30″N 25°29′39″E / 50.35833°N 25.49417°E
布傑拉日（烏克蘭語：Будераж），是烏克蘭的村落，位於該國西北部羅夫諾州，由杜布諾區負責管轄，始建於1322年，面積0.7平方公里，海拔高度223米，2001年人口255，人口密度每平方公里365.9人。